# Division I i bandy 1969/1970
Division I i bandy 1969/1970 var Sveriges högsta division i bandy säsongen 1969/1970. Södergruppstvåan Katrineholms SK lyckades vinna svenska mästerskapet efter seger med 6-2 mot norrgruppstvåan Ljusdals BK i finalmatchen på Söderstadion i Stockholm den 15 mars 1970.

## Upplägg
Lag 1-4 i respektive grupp av de två geografiskt indelade 10-lagsgrupperna gick till slutspel, och lag 9-10 i respektive grupp flyttades ned till Division II.

## Förlopp
Skytteligan vanns av Kent "Kösa" Pettersson, Hälleforsnäs IF med 24 fullträffar..

## Seriespelet
Spelades 30 november 1969-22 februari 1970.

### Division I norra
| Nr | Lag            | S  | V  | O | F  | +/-     | P  |
| -- | -------------- | -- | -- | - | -- | ------- | -- |
| 1  | Sandvikens AIK | 18 | 11 | 2 | 5  | 46 - 39 | 24 |
| 2  | Ljusdals BK    | 18 | 10 | 3 | 5  | 65 - 43 | 23 |
| 3  | IK Sirius      | 18 | 9  | 5 | 4  | 59 - 44 | 23 |
| 4  | Bollnäs GIF    | 18 | 8  | 4 | 6  | 54 - 33 | 20 |
| 5  | Selångers SK   | 18 | 8  | 3 | 7  | 53 - 50 | 19 |
| 6  | Köpings IS     | 18 | 8  | 2 | 8  | 42 - 55 | 18 |
| 7  | Falu BS        | 18 | 6  | 4 | 8  | 51 - 50 | 16 |
| 8  | Västanfors IF  | 18 | 6  | 4 | 8  | 53 - 59 | 16 |
| 9  | Brobergs IF    | 18 | 4  | 5 | 9  | 59 - 56 | 13 |
| 10 | Västerås SK    | 18 | 3  | 2 | 13 | 43 - 96 | 8  |

### Division I södra
Spelades 30 november 1969-22 februari 1970.
| Nr | Lag             | S  | V  | O | F  | +/-     | P  |
| -- | --------------- | -- | -- | - | -- | ------- | -- |
| 1  | Örebro SK       | 18 | 13 | 2 | 3  | 61 - 36 | 28 |
| 2  | Katrineholms SK | 18 | 13 | 1 | 4  | 53 - 28 | 27 |
| 3  | Hälleforsnäs IF | 18 | 10 | 1 | 7  | 51 - 38 | 21 |
| 4  | IF Göta         | 18 | 9  | 1 | 8  | 43 - 31 | 19 |
| 5  | IF Vesta        | 18 | 7  | 4 | 7  | 40 - 34 | 18 |
| 6  | IFK Kungälv     | 18 | 7  | 4 | 7  | 47 - 47 | 18 |
| 7  | Villa BK        | 18 | 6  | 4 | 8  | 39 - 48 | 16 |
| 8  | Tranås BoIS     | 18 | 6  | 1 | 11 | 33 - 49 | 13 |
| 9  | Vetlanda BK     | 18 | 4  | 3 | 11 | 42 - 66 | 11 |
| 10 | Nässjö IF       | 18 | 4  | 1 | 13 | 27 - 59 | 9  |

## Seriematcherna

### Norrgruppen
| - 30 november 1969 Brobergs IF-Västanfors IF 2-3 - 30 november 1969 Falu BS-Ljusdals BK 5-1 - 30 november 1969 Sandvikens AIK-Bollnäs GIF 1-1 - 30 november 1969 IK Sirius-Köpings IS 4-2 - 30 november 1969 Västerås SK-Selångers SK 6-2 - 4 december 1969 Bollnäs-Broberg 6-1 - 4 december 1969 Falun-Västerås 5-3 - 4 december 1969 Köping-Sandviken 3-1 - 4 december 1969 Selånger-Ljusdal 3-5 - 4 december 1969 Västanfors-Sirius 3-2 - 7 december 1969 Broberg-Falun 3-3 - 7 december 1969 Ljusdal-Västanfors 1-1 - 7 december 1969 Sandviken-Sirius 4-3 - 7 december 1969 Selånger-Köping 2-0 - 7 december 1969 Västerås-Bollnäs 1-6 - 10 december 1969 Bollnäs-Ljusdal 2-3 - 10 december 1969 Falun-Selånger 1-2 - 10 december 1969 Köping-Västerås 2-2 - 10 december 1969 Sirius-Broberg 3-3 - 10 december 1969 Västanfors-Sandviken 2-2 - 14 december 1969 Köping-Bollnäs 1-6 - 14 december 1969 Sandviken-Falun 6-2 - 14 december 1969 Selånger-Västanfors 4-1 - 14 december 1969 Västerås-Sirius 2-3 - 14 december 1969 Ljusdal-Broberg 4-4 - 21 december 1969 Bollnäs-Selånger 1-1 - 21 december 1969 Broberg-Sandviken 1-2 - 21 december 1969 Falun-Köping 1-1 - 21 december 1969 Sirius-Ljusdal 2-0 - 21 december 1969 Västanfors-Västerås 6-3 - 26 december 1969 Broberg-Köping 9-3 - 26 december 1969 Ljusdal-Västerås 6-0 - 26 december 1969 Sandviken-Selånger 2-1 - 26 december 1969 Sirius-Bollnäs 3-2 - 26 december 1969 Västanfors-Falun 2-2 - 28 december 1969 Bollnäs-Västanfors 5-1 - 28 december 1969 Falun-Sirius 1-1 - 28 december 1969 Köping-Ljusdal 2-1 - 28 december 1969 Selånger-Broberg 3-3 - 28 december 1969 Västerås-Sandviken 2-3 - 31 december 1969 Bollnäs-Falun 5-2 - 31 december 1969 Broberg-Västerås 10-0 - 31 december 1969 Sandviken-Ljusdal 4-2 - 31 december 1969 Selånger-Sirius 6-4 - 31 december 1969 Västanfors-Köping 1-2 | - 4 januari 1970 Falun-Bollnäs 5-0 - 4 januari 1970 Köping-Västanfors 7-1 - 4 januari 1970 Ljusdal-Sandviken 5-1 - 4 januari 1970 Sirius-Selånger 3-3 - 4 januari 1970 Västerås-Broberg 1-1 - 6 januari 1970 Broberg-Selånger 6-1 - 6 januari 1970 Sirius-Falun 4-1 - 6 januari 1970 Västanfors-Bollnäs 5-1 - 7 januari 1970 Sandviken-Västerås 4-0 - 8 januari 1970 Ljusdal-Köping 6-0 - 11 januari 1970 Bollnäs-Sirius 1-1 - 11 januari 1970 Falun-Västanfors 4-3 - 11 januari 1970 Köping-Broberg 5-4 - 11 januari 1970 Selånger-Sandviken 7-0 - 11 januari 1970 Västerås-Ljusdal 4-9 - 18 januari 1970 Bollnäs-Sandviken 1-2 - 18 januari 1970 Köping-Sirius 1-3 - 18 januari 1970 Ljusdal-Falun 5-3 - 18 januari 1970 Selånger-Västerås 6-0 - 18 januari 1970 Västanfors-Broberg 3-6 - 21 januari 1970 Broberg-Bollnäs 1-3 - 21 januari 1970 Sandviken-Köping 4-1 - 21 januari 1970 Sirius-Västanfors 3-3 - 21 januari 1970 Västerås-Falun 6-4 - 22 januari 1970 Ljusdal-Selånger 2-0 - 24 januari 1970 Falun-Broberg 3-0 - 25 januari 1970 Bollnäs-Västerås 8-0 - 25 januari 1970 Köping-Selånger 3-4 - 25 januari 1970 Sirius-Sandviken 1-0 - 25 januari 1970 Västanfors-Ljusdal 7-2 - 11 februari 1970 Ljusdal-Bollnäs 2-2 - 11 februari 1970 Sandviken-Västanfors 4-0 - 11 februari 1970 Selånger-Falun 4-3 - 11 februari 1970 Västerås-Köping 2-3 - 11 februari 1970 Broberg-Sirius 1-2 - 15 februari 1970 Bollnäs-Köping 1-2 - 15 februari 1970 Broberg-Ljusdal 0-5 - 15 februari 1970 Falun-Sandviken 3-0 - 15 februari 1970 Sirius-Västerås 14-5 - 15 februari 1970 Västanfors-Selånger 7-3 - 22 februari 1970 Köping-Falun 4-3 - 22 februari 1970 Ljusdal-Sirius 6-3 - 22 februari 1970 Sandviken-Broberg 6-4 - 22 februari 1970 Selånger-Bollnäs 1-3 - 22 februari 1970 Västerås-Västanfors 6-4 |

### Södergruppen
| - 30 november 1969 Katrineholms SK-IF Göta 4-2 - 30 november 1969 Tranås BoIS-Hälleforsnäs IF 1-1 - 30 november 1969 Vetlanda BK-IFK Kungälv 3-3 - 30 november 1969 Villa BK-IF Vesta 3-3 - 30 november 1969 Örebro SK-Nässjö IF 5-3 - 4 december 1969 Hälleforsnäs-Örebro 2-4 - 4 december 1969 Kungälv-Villa 5-1 - 4 december 1969 Nässjö-Katrineholm 3-6 - 4 december 1969 Vesta-Vetlanda 2-3 - 4 december 1969 IF Göta-Tranås 2-4 - 7 december 1969 Katrineholm-Kungälv 2-0 - 7 december 1969 Vesta-Hälleforsnäs 3-1 - 7 december 1969 Vetlanda-IF Göta 1-2 - 7 december 1969 Villa-Nässjö 2-1 - 7 december 1969 Örebro-Tranås 2-0 - 10 december 1969 IF Göta-Örebro 2-2 - 10 december 1969 Hälleforsnäs-Villa 4-3 - 10 december 1969 Tranås-Katrineholm 0-1 - 11 december 1969 Kungälv-Vesta 4-0 - 11 december 1969 Nässjö-Vetlanda 3-2 - 14 december 1969 Hälleforsnäs-Nässjö 7-0 - 14 december 1969 Vesta-IF Göta 2-0 - 14 december 1969 Vetlanda-Katrineholm 1-3 - 14 december 1969 Villa-Tranås 2-3 - 14 december 1969 Örebro-Kungälv 7-3 - 17 december 1969 Tranås-Vetlanda 2-0 - 21 december 1969 IF Göta-Villa 4-2 - 21 december 1969 Katrineholm-Örebro 2-4 - 21 december 1969 Kungälv-Hälleforsnäs 2-3 - 21 december 1969 Nässjö-Vesta 0-5 - 26 december 1969 IF Göta-Kungälv 6-1 - 26 december 1969 Hälleforsnäs-Katrineholm 1-3 - 26 december 1969 Tranås-Nässjö 2-0 - 26 december 1969 Vetlanda-Villa 2-6 - 26 december 1969 Örebro-Vesta 4-5 - 28 december 1969 Hälleforsnäs-Vetlanda 2-3 - 28 december 1969 Kungälv-Tranås 3-2 - 28 december 1969 Nässjö-IF Göta 2-3 - 28 december 1969 Vesta-Katrineholm 1-1 - 28 december 1969 Villa-Örebro 2-2 - 31 december 1969 IF Göta-Hälleforsnäs 0-1 - 31 december 1969 Nässjö-Kungälv 1-2 - 31 december 1969 Vesta-Tranås 6-1 - 31 december 1969 Örebro-Vetlanda 6-0 - 2 januari 1970 Katrineholm-Villa 4-0 | - 4 januari 1970 Hälleforsnäs-IF Göta 3-1 - 4 januari 1970 Kungälv-Nässjö 2-3 - 4 januari 1970 Tranås-Vesta 1-0 - 4 januari 1970 Vetlanda-Örebro 3-5 - 4 januari 1970 Villa-Katrineholm 1-2 - 6 januari 1970 IF Göta-Nässjö 4-0 - 6 januari 1970 Katrineholm-Vesta 3-1 - 6 januari 1970 Tranås-Kungälv 2-5 - 6 januari 1970 Vetlanda-Hälleforsnäs 1-4 - 6 januari 1970 Örebro-Villa 4-2 - 11 januari 1970 Katrineholm-Hälleforsnäs 4-1 - 11 januari 1970 Kungälv-IF Göta 1-5 - 11 januari 1970 Nässjö-Tranås 3-1 - 11 januari 1970 Villa-Vetlanda 3-1 - 12 januari 1970 Vesta-Örebro 1-4 - 18 januari 1970 IF Göta-Katrineholm 0-2 - 18 januari 1970 Hälleforsnäs-Tranås 6-2 - 18 januari 1970 Kungälv-Vetlanda 4-4 - 18 januari 1970 Nässjö-Örebro 1-3 - 18 januari 1970 Vesta-Villa 4-0 - 21 januari 1970 Tranås-IF Göta 3-1 - 21 januari 1970 Vetlanda-Vesta 1-1 - 21 januari 1970 Villa-Kungälv 1-1 - 21 januari 1970 Örebro-Hälleforsnäs 2-1 - 22 januari 1970 Katrineholm-Nässjö 0-2 - 25 januari 1970 IF Göta-Vetlanda 5-1 - 25 januari 1970 Hälleforsnäs-Vesta 3-1 - 25 januari 1970 Kungälv-Katrineholm 2-0 - 25 januari 1970 Nässjö-Villa 2-2 - 25 januari 1970 Tranås-Örebro 1-2 - 11 februari 1970 Vesta-Kungälv 1-1 - 11 februari 1970 Vetlanda-Nässjö 5-2 - 11 februari 1970 Villa-Hälleforsnäs 4-3 - 11 februari 1970 Örebro-IF Göta 0-1 - 11 februari 1970 Katrineholm-Tranås 5-2 - 15 februari 1970 IF Göta-Vesta 4-0 - 15 februari 1970 Katrineholm-Vetlanda 9-4 - 15 februari 1970 Kungälv-Örebro 5-2 - 15 februari 1970 Nässjö-Hälleforsnäs 1-4 - 15 februari 1970 Tranås-Villa 2-3 - 22 februari 1970 Hälleforsnäs-Kungälv 4-3 - 22 februari 1970 Vesta-Nässjö 4-0 - 22 februari 1970 Vetlanda-Tranås 7-4 - 22 februari 1970 Villa-IF Göta 2-1 - 22 februari 1970 Örebro-Katrineholm 3-2 |

## Slutspel om svenska mästerskapet 1970

### Kvartsfinaler (bäst av tre matcher)
- 24 februari 1970: Ljusdals BK-Hälleforsnäs IF 5-1
- 24 februari 1970: Örebro SK-Bollnäs GIF 2-0
- 24 februari 1970: Sandvikens AIK-IF Göta 5-3
- 24 februari 1970: Katrineholms SK-IK Sirius 3-0

- 26 februari 1970: Hälleforsnäs IF-Ljusdals BK 2-2 *
- 26 februari 1970: Bollnäs GIF-Örebro SK 6-2
- 26 februari 1970: IF Göta-Sandvikens AIK 2-3
- 26 februari 1970: IK Sirius-Katrineholms SK 3-1 (avbruten då dimman slog till)

- 1 mars 1970: IK Sirius-Katrineholms SK 1-8 (omspel)

- 1 mars 1970: Bollnäs GIF-Örebro SK 3-2 (Stockholm)

- Vid denna tid tillämpades inte förlängning. Enligt samtida regler räckte en oavgjord match och en vinst för att gå vidare.

### Semifinaler (bäst av tre matcher)
- 4 mars 1970: Ljusdals BK-Bollnäs GIF 3-3
- 4 mars 1970: Sandvikens AIK-Katrineholms SK 2-1

- 7 mars 1970: Bollnäs GIF-Ljusdals BK 2-2
- 8 mars 1970: Katrineholms SK-Sandvikens AIK 4-0

- 10 mars 1970: Ljusdals BK-Bollnäs GIF 3-1 (Edsbyn)
- 10 mars 1970: Katrineholms SK-Sandvikens AIK 4-2 * (Stockholm)

- Vid denna tid tillämpades inte förlängning. Enligt samtida regler räckte en oavgjord match och en vinst för att gå vidare.

### Finaler
- 15 mars 1970: Katrineholms SK-Ljusdals BK 6-2 (Söderstadion, Stockholm)

## Svenska mästarna
Mall:KSK Bandy 1969/1970